# 월버그견장과일박쥐
월버그견장과일박쥐(Epomophorus wahlbergi)는 큰박쥐과에 속하는 박쥐의 일종이다. 아프리카 남부에 걸쳐 흔하게 발견된다. 갈색부터 황갈색을 띠며, 귀 바닥에 흰색 반점 털이 나 있다. 수컷이 대체적으로 암컷보다 색이 더 짙다.